# Gościwit
Gościwit – staropolskie imię męskie, złożone z członów Gości- („podejmować kogoś, gościć”) i -wit („pan, władca”). Może więc oznaczać „tego, który serdecznie przyjmuje swojego władcę”. Imię to mogło w wymowie zbliżać się do imienia Gościwid. Wystąpiło w 1265 r.
Gościwit imieniny obchodzi 4 maja, 6 maja, 7 lipca, 11 grudnia.
Imię to nosił Gościwit, książę czeski z IX wieku.